# Mai Huyện
24°19′17″B 116°7′10″Đ / 24,32139°B 116,11944°Đ

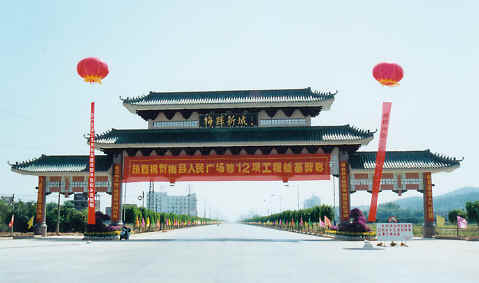
Mai Huyện

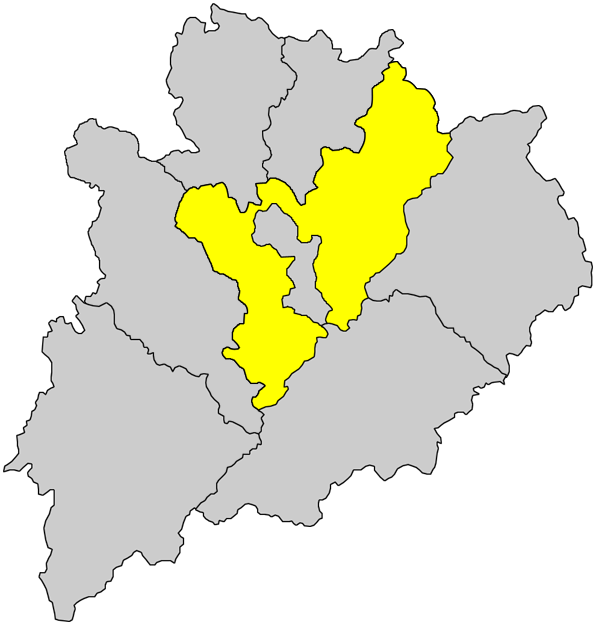

Mai Huyện (梅縣/梅县; Latinh hóa kiểu Khách Gia: Mòi-yen (/Mɔi11 jɛn53/); bính âm theo Quan thoại: Mei2 Xian4; Việt bính Quảng Đông: Mui4 Jyun6) là một khu nằm ở đông bắc tỉnh Quảng Đông, nước Cộng hòa Nhân dân Trung Hoa.

## Văn hóa
Với đa phần dân cư là người Khách Gia, Mai Huyện được biết như một nơi nói tiếng Khách Gia.